# Bathynataliidae
Bathynataliidae zijn een familie van pissebedden.

## Taxonomie
De volgende geslachten worden bij de familie ingedeeld:
- Bathynatalia Barnard, 1957
- Biremia Bruce, 1985
- Naudea Kensley, 1979